# Veinticuatro de Febrero, Villa Corzo
Veinticuatro de Febrero är en ort i Mexiko.   Den ligger i kommunen Villa Corzo och delstaten Chiapas, i den sydöstra delen av landet, 700 km sydost om huvudstaden Mexico City. Veinticuatro de Febrero ligger 739 meter över havet och antalet invånare är 158.
Terrängen runt Veinticuatro de Febrero är huvudsakligen kuperad, men åt nordost är den platt. Runt Veinticuatro de Febrero är det ganska glesbefolkat, med 24 invånare per kvadratkilometer. Närmaste större samhälle är Villa Corzo, 13,6 km nordost om Veinticuatro de Febrero. I omgivningarna runt Veinticuatro de Febrero växer huvudsakligen savannskog.